# قره‌بورون (اهر)
قره‌بورون یکی از روستاهای استان آذربایجان شرقی است که در دهستان بزکش بخش مرکزی شهرستان اهر واقع شده‌است.این روستا ۴۰ نفر جمعیت دارد.